# تپه کل کبود
تپه کل کبود مربوط به هزاره ۱- دوران‌های تاریخی پس از اسلام است و در شهرستان رزن، بخش سردرود، روستای کل کبود واقع شده و این اثر در تاریخ ۲۳ شهریور ۱۳۸۲ با شمارهٔ ثبت ۱۰۱۲۰ به‌عنوان یکی از آثار ملی ایران به ثبت رسیده است.